# Matelea bolivarensis
Matelea bolivarensis är en oleanderväxtart som beskrevs av G. Morillo. Matelea bolivarensis ingår i släktet Matelea och familjen oleanderväxter. Inga underarter finns listade i Catalogue of Life.